# Literatura infantil del Perú

## Sinopsis
En la literatura infantil peruana destacan nítidamente María Wiesse, quien ya en los años 30 del siglo pasado publicaba relatos para niños; así como Francisco Izquierdo Ríos y Carlota Carvallo de Núñez, ambos de la generación del 45, quienes se dedicaron enteramente a producir literatura para niños. Aunque es cierto que otros autores, mucho antes, ya habían incursionado en este campo con algunas fábulas, cuentos y poesías, pero esporádicamente, como un anexo a su creación literaria, tal es el caso de Mariano Melgar con sus fábulas, César Vallejo con «Paco Yunque».  En poesía es sin duda el poeta mayor Mario Florián quien inicia toda una bella vertiente dedicada a los niños peruanos.
En la actualidad, entre los muchos autores que escriben para los pequeños peruanos podemos señalar algunos: Marcos Yauri Montero, con su reconocido "Aventuras del zorro", Carlota Flores de Naveda, con su extraordinario "Muki, el torito". Además tenemos a Jorge Díaz Herrera que ha publicado Parque de las Leyendas, Sones para los preguntones, Pata de perro e Historias para reír, cantar y jugar. Los hermanos gemelos Juan Miguel y Víctor Raúl Ataucuri García, escritores de larga trayectoria, se destacan por tener libros muy importantes como el ya clásico Fabulas peruanas (2003), la novela El niño que lanzaba piedras al río, ganadora del Premio Nacional de Literatura (2023), Tabita y Tabito (2010) finalista del I Premio de Literatura Infantil "El barco de vapor" de la Fundación SM, entre otras obras. También cabe mencionar a Néstor Espinoza, con su Pequeña canción (2002).
Mención aparte merecen los más serios creadores e investigadores de la literatura para niños del Perú como: el cajamarquino, Mario Florian, la historiadora María Rostworowski con "Leyendas peruanas para niños", que rescata la literatura incaica infantil; el catedrático José Respaldiza Rojas, que entre sus muchas obras destaca Jitanjáforas, único libro que trata sobre este tema; los periodistas e investigadores hermanos Ataucuri García, con Fábulas peruanas, Lima, Gaviota Azul Editores, 2003, donde exponen más de medio centenar de singulares fábulas; el profesor y trovador Edgard Bendezú conocido por su seudónimo "Marko Polo", con su vasta serie Fabulinka, poemas cantados con sabor autóctono; el investigador y poeta Danilo Sánchez Lihón, el más importante crítico de la literatura infantil peruana; el catedrático y también crítico de larga trayectoria Jesús Cabel; el historiador y escritor literario César Toro Montalvo, la poeta Rosa Cerna Guardia; la historiadora y médica Magdalena Espinoza García (que desarrolla principalmente la literatura histórica infantil y juvenil relacionada con la historia incaica del Perú); el expresidente del APLIJ (Asociación Peruana de Literatura Infantil y Juvenil) Eduardo de la Cruz Yataco; el escritor e investigador literario José Beltrán Peña, la maestra y poeta Ruth Barrios, Roberto Rosario, el escritor, maestro y abogado Héctor Guerrero Risco, la joven poeta Doris Carranza Gálvez, la psicóloga y escritora Pilar González Vigil, la educadora Jessica Rodríguez, entre otros.
En 1995, León Zamora ganó el Premio Andino y Panamá de Literatura Infantil y Juvenil, ENKA, con su novela Sueño aymara que también fue seleccionada en la lista White Ravens de la Biblioteca de la Juventud de Munich en 1996. En el año, 2020 lanzó su novela Séptima vida, Breve historia de Carnaval. Y en el 2021, Okelo, un niño esclavizado.
En los últimos años la literatura infantil peruana se vio incrementada por la incursión de reconocidos literatos de otra vertientes, como el premio nobel Mario Vargas Llosa, los novelistas Eduardo González Viaña y Santiago Roncagliolo. Han surgido importantes concursos de literatura infantil como el Premio de Literatura Infantil ICPNA y el Premio Horacio de la Derrama Magisterial. Del mismo modo, el Premio Nacional de Literatura categoría Infantil Juvenil, otorgado a los más destacados escritores del rubro; así como la obtención de reconocimientos internacionales por parte de Micaela Chirif. Lamentablemente el Premio de Literatura Infantil El Barco de Vapor en la versión Perú dejó de convocarse hace poco.

## Revistas
En el segundo gobierno de Manuel Prado, en Revista Educación, en 8 números, se editó literatura dedicada a niños. Colaboraron entre otros, los docentes Francisco Izquierdo Ríos, Teófilo Maguiña, Justo Arnaldo Salas, Francisco Pinedo.
A mediados de la década de los setenta se publicó la que sería una de las revistas infantiles más importantes del país y de mayor tiraje (aproximadamente 100 mil ejemplares semanales), era la Revista Urpi, suplemento infantil del desaparecido diario La Prensa que dirigía el eminente intelectual, profesor Walter Peñaloza Ramella y cuya editora era Gladys Padró. Esta era una revista de participación, donde los niños podían colaborar al lado de destacados dibujantes y escritores; estaban allí Carlota Carvallo de Nuñez, Arturo Corcuera, Nobuko Tadokoro, Rosario Nuñez, Tilsa Tsuchilla, allí empezaron sus carreras artistas como la pintora Kukuli Velarde Barrionuevo y los hermanos Juan y Víctor Ataucuri García, entre otros. La trascendencia de Urpi ha sido tal que es considerada entre las tres mejores revistas infantiles de la historia de Latinoamérica.
Futuro fue otra importante revista infantil, suplemento del semanario Visión Peruana que también tuvo un alto tiraje. Publicado en 1985 y dirigido por el periodista César Hildebrant, cuyo editor era Danilo Sánchez Lihon. Este suplemento tenía 16 páginas a todo color con un contenido similar al de Urpi pero con la novedad que incluía historietas para niños basadas en la literatura tradicional peruana que eran elaboradas por los hermanos Ataucuri. Colaboraron allí también Tilsa, Nobuko, Consuelo Amat y Víctor Escalante, quien era el diseñador de la revista.

## Antologías
- Del Ministerio de Educación en Internet
- Poesía Peruana para Escolares (2002). Ediciones Cultura Peruana, Lima
- Poesía para niños(2003) compila Zúñiga Segura, Carlos; Colección "Perú lee"
- Poesía Infantil ancashina de antología (2011) de Roberto Rosario en Qellqa, Huari, (Áncash) Perú.
- "Poesía peruana infantil"(2003). Selección, prólogo y bibliografía de [(José Beltrán Peña)]. Lima, Fondo Editorial de la Universidad Inca Garcilaso de la Vega. Lima.
- "Poesía peruana para niños" (2001). Selección y prólogo de Ricardo González Vigil 2.ª edición (2005), Alfaguara, Impreso en Metrocolor S.A. Lima.
- "Poesía peruana para niñas y niños" (2005), Poemas selectos para el colegio y la casa de [(José Beltrán Peña)], Editora Bendezú S. A. Lima.